# Jean-François Barailon
Jean-François Barailon ou Baraillon, né le 12 juillet 1743 à Viersat (Creuse), mort le 14 mars 1816 à Chambon-sur-Voueize, est un médecin et homme politique français.

## L'homme politique
La monarchie constitutionnelle mise en place par la constitution du 3 septembre 1791 prend fin à l'issue de la journée du 10 août 1792 : les bataillons de fédérés bretons et marseillais prennent le palais des Tuileries. Louis XVI est suspendu et incarcéré avec sa famille à la tour du Temple.  
En septembre 1792, Jean-François Barailon, alors juge de paix à Chambon-sur-Voueize et médecin, est élu député du département de la Creuse, le sixième sur sept, à la Convention nationale. 
Il siège sur les bancs de la Plaine. Lors du procès de Louis XVI, il refuse de voter lors du premier appel nominal relatif à la culpabilité du roi : « Je ne crois pas être ici pour juger des criminels, ma  conscience s'y refuse ; en conséquence, je me récuse ». Il ne se présente pas au deuxième appel nominal relatif à l'appel au peuple. Il vote la détention et vote en faveur du sursis à l'exécution de la peine.  
En avril 1793, il est absent lors du scrutin sur la mise en accusation de Jean-Paul Marat. Celui-ci le dénonce cependant dans son journal comme « membre de la faction des hommes d’État ». Le 11 mai, il propose, au sujet de la guerre de Vendée, « une amnistie générale, sous la condition de mettre bas les armes ». Le 28 mai, il est absent lors du scrutin sur le rétablissement de la Commission des Douze. 
En brumaire an III (novembre 1794), il entre au Comité d'instruction publique. Lors de l’insurrection royaliste du 13 vendémiaire an IV (5 octobre 1795), en tant que médecin, il est sollicité pour panser les blessés.        
Le 21 vendémiaire an IV, il est élu député de la Creuse au conseil des Cinq-Cents par 148 voix sur 218 votants. Absent lors du coup d'État du 18 fructidor an V, il l'approuve avec transport et encourage le Directoire à poursuivre tous les agents contre-révolutionnaires. Le 7 nivôse an VII, il accuse l'abbé Grégoire de fanatiser la France par ses nombreuses correspondances comme évêque constitutionnel.
Le 24 germinal an VII, il est élu député de la Creuse au Conseil des Anciens, où ses opinions deviennent plus modérées et où il rejoint les partisans du coup d'État du 18 brumaire. Le 4 nivôse an VIII, il entre au Corps législatif, dont il devient président du 7 au 22 décembre 1801.
Sortant de cette assemblée en 1806, il est nommé substitut du procureur impérial à Chambon, puis procureur impérial au même tribunal. Lors des Cent-Jours, nommé président du collège électoral de la Creuse, il vient complimenter l'Empereur pour ses projets d'Acte additionnel. C'est le dernier acte politique de Barailon, qui meurt moins d'un an après.

## L'archéologue et l'historien
Outre ses innombrables rapports à la Convention, au Conseil des Cinq-Cents et au Corps législatif (pas moins de 67 notices  dans le catalogue de la Bibliothèque nationale de France), Barailon a publié une compilation de ses recherches historiques et archéologiques sous un titre compliqué : Recherches sur les peuples « Cambiovicenses » de la carte Théodosienne, dite de Peutinger ; sur l'ancienne ville romaine de Néris (...) sur les ruines de plusieurs autres villes romaines de l'ancien Berry ; sur les monumens celtiques des cantons d'Huriel et de Montluçon (...) sur les ruines et les monumens de la ville celtique Toull (...) sur les premiers ouvrages de tuilerie et de briqueterie, pendant le séjour des Romains dans les Gaules (...), Paris, Dentu, 1806, 442 p. 
Ce gros volume témoigne d'une imagination pour le moins fertile. Par exemple, à propos des entassements granitiques du mont Barlot, dans la commune de Toulx-Sainte-Croix, qui, selon  Barailon, auraient été sculptés par les druides du peuple gaulois des « Cambiovicences » afin d'y célébrer leurs cultes « mystérieux et sanglants ». Les affabulations de Barailon à propos de Toulx-Sainte-Croix ont connu une singulière fortune, car George Sand s'en est fait l'écho dans son roman Jeanne (1844). Dès 1841, pourtant, à l'issue d'une visite qu'il avait effectuée dans le Limousin et la Creuse, Prosper Mérimée, alors inspecteur général des monuments historiques, avait montré le peu de sérieux des affirmations de Barailon. Il faudra attendre deux décennies pour que le président de la Société des sciences naturelles et archéologiques de la Creuse, Pierre de Cessac, démontre que ces curieuses roches granitiques (connues sous le nom de « Pierres Jaumâtres ») ne devaient rien aux druides, mais étaient le résultat de l'érosion naturelle, et qu'il fasse justice de la plupart des affirmations de Barailon sur les « Cambiovicences ».
C'est aussi son imagination, tout à la fois débridée et méticuleuse, qui l'entraîne, dans un rapport de 1795 à la Convention Nationale , à décrire des projets de dizaines de costumes et uniformes tant pour les membres des futurs Conseil des Anciens et Conseil des Cinq-Cents que pour nombre de catégories de fonctionnaires publics. Dans la droite ligne d'une inspiration gréco-romaine déjà exploitée par  David et bien dans l'air du temps, Barailon vante les mérites des robes, tuniques, agrafes et autres accessoires devant permettre d'asseoir la légitimité et l'autorité des pouvoirs publics. Le sujet sera encore en discussion en 1798.